# Sałman Chasimikow
Sałman Ałchazurowicz Chasimikow (ros. Салман Алхазурович Хасимиков; ur. 5 kwietnia 1953, zm. 28 maja 2025) – radziecki zapaśnik startujący w stylu wolnym i rosyjski wrestler.
Mistrz świata w 1979, 1981, 1982 i 1983. Mistrz Europy w 1979 i 1981. Mistrz uniwersjady w 1977. Pierwszy w Pucharze Świata w 1982 i w 1983 w drużynie. Mistrz świata juniorów w 1971 i 1973.
Mistrz ZSRR w 1979, 1981, 1982, 1983, drugi w 1980 i trzeci w 1978.
Walczył w walkach zawodowych w latach 1989–1994. Zawodnik New Japan Pro-Wrestling, mistrz IWGP Heavyweight Championship w 1989.